# Baojun 360
Baojun 360 — 6-місний компактвен, що вироблявся компанією SAIC-GM-Wuling під брендом Baojun. У модельному ряді він позиціонується нижче моделі 730.

## Опис

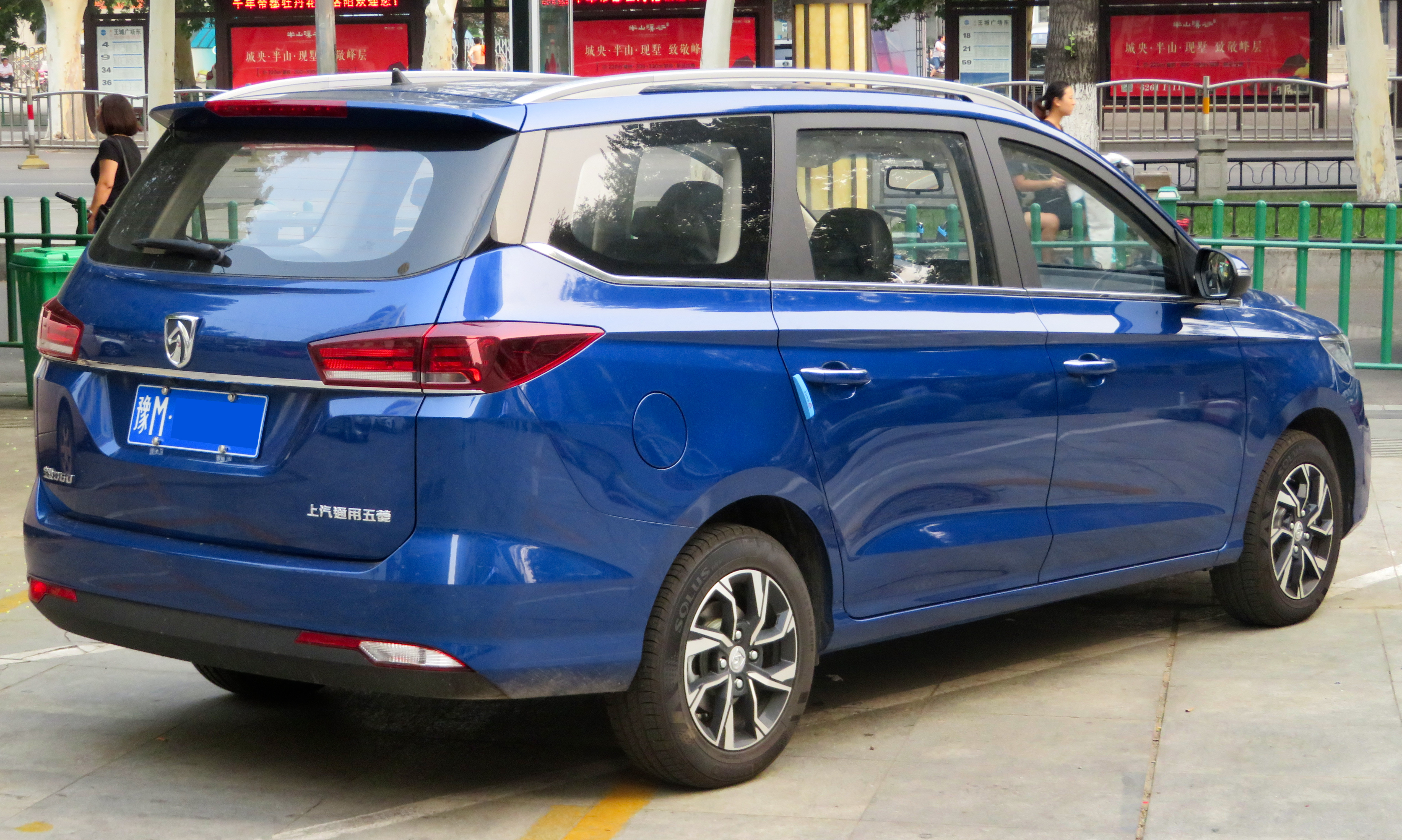

Baojun 360 вперше був представлений у квітні 2018 року на Пекінському автосалоні. Продаж здійснюється з травня 2018 року.
Автомобіль оснащений 1,5-літровим бензиновим двигуном потужністю 82 кВт (111 к.с.), який застосовується в багатьох інших автомобілях Baojun.
У липні 2019 року, коли було введено стандарт викидів China VI, потужність двигуна стала трохи меншою.